# Åsa Eek Engquist
Åsa Eva Elisabeth Eek Engquist, född 19 oktober 1955 i Linköping, är en svensk skådespelare.
Eek-Engquist har i huvudsak arbetat med ungdomsteater. Hon är verksam i teatergruppen "Teater Uno" i Göteborg.

## Filmografi
- 2001 - Anderssons älskarinna (Monica, Bengts hustru)
- 2002 - I kylan om natten (kortfilm)
- 2003 - En ö i havet (Brittas mamma)
- 2007 - Linas kvällsbok (Klassföreståndaren)
- 2007 - Predikanten (fru Persson)
- 2007 - Upp till kamp (Undersköterska)
- 2025 - Stenbeck